# Ophiothrix elegans
Ophiothrix elegans is een slangster uit de familie Ophiotrichidae. De wetenschappelijke naam van de soort werd in 1869 gepubliceerd door Christian Frederik Lütken.